# Thomas Foket
Thomas Foket (Brussel, 25 september 1994) is een Belgische voetballer, die meestal als rechtsachter of rechtermiddenvelder speelt. Sinds augustus 2024 staat hij onder contract bij RSC Anderlecht. Eerder speelde hij onder meer bij KAA Gent en Stade de Reims. Foket debuteerde in 2016 in het Belgisch voetbalelftal.

## Clubcarrière

### Dilbeek Sport
Foket was op zijn zestiende al een vaste waarde bij vierdeklasser Dilbeek Sport. Aan het einde van het seizoen 2011/12 kon hij op belangstelling rekenen van verschillende eersteklassers, waaronder KAA Gent, Club Brugge en RSC Anderlecht. Hij koos echter voor Gent, omdat hij op die manier zijn studies gemakkelijker kon combineren met zijn voetbalcarrière.
Vrij uniek was dat hij een vaste waarde was geworden bij zowel een club uit vierde nationale als in de nationale U18.

### KAA Gent

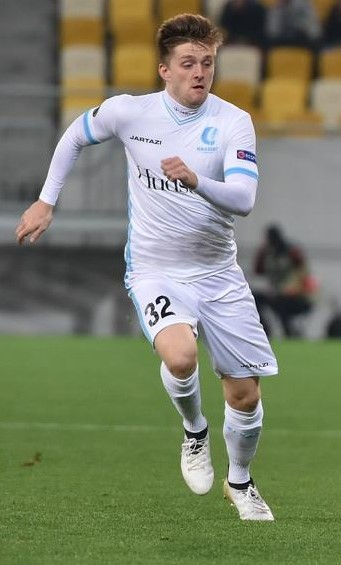
Thomas Foket bij KAA Gent in 2016.

Foket maakte zijn debuut voor Gent in de tweede voorronde van de Europa League, tegen FC Differdange 03. Hij verving in de 79ste minuut Mohamed Messoudi. In juli 2012 brak KAA Gent het contract van Foket open tot 2016. Al snel bleek immers dat de jonge middenvelder zich prima kon aanpassen aan een hoger niveau, en dat zijn groeimarge indrukwekkend was.

#### Verhuur aan KV Oostende
In het seizoen 2013/14 leende KAA Gent hem uit aan KV Oostende, dat toen net de promotie naar de hoogste afdeling had afgedwongen. Foket moest aanvankelijk tevreden zijn met een rol als invaller. Pas op het einde van het seizoen startte Foket geregeld in de basis.

#### Terugkeer naar KAA Gent
Na zijn terugkeer bij de Gentenaars werd Foket omgevormd tot een offensieve rechtsachter. Onder nieuwe coach Hein Vanhaezebrouck werd Foket een vaste waarde op de rechterflank. In het seizoen 2014/15 werd Foket met Gent landskampioen. Ook de twee daaropvolgende seizoenen, 2015/16 en 2016/17, bleef Foket een vaste waarde bij Gent.
In juli 2017 sprong een transfer naar Atalanta Bergamo in extremis af omdat bij zijn medische testen aldaar hartproblemen werden vastgesteld. Na bijkomend onderzoek werd beslist om een hartoperatie uit te voeren, waarna hij naar verwachting minstens zes maanden zou moeten revalideren. Niettemin werd enkele dagen later zijn contract bij Gent met een jaar verlengd tot 2019. Zijn revalidatie verliep sneller dan verwacht en op 27 oktober van dat jaar kwam hij reeds opnieuw in actie met een invalbeurt tijdens de wedstrijd Charleroi-Gent. Hij werd al snel opnieuw een vaste waarde bij de Gentenaars, als rechtsachter in de viermansdefensie van Yves Vanderhaeghe, die intussen het roer had overgenomen van Vanhaezebrouck. Foket speelde zijn laatste wedstrijd voor de Buffalo's op 30 augustus 2018. In totaal speelde hij 187 wedstrijden voor KAA Gent.

### Stade de Reims
Op de laatste dag van de zomermercato van 2018 tekende Foket een contract voor vijf seizoenen bij de Franse eersteklasser Stade de Reims. Foket leverde de Buffalo's €3.500.000,- op. Hij behield er het rugnummer 32, dat hij bij Gent ook al droeg. Foket werd bij Reims meteen een vaste waarde en speelde er in zijn eerste seizoen 32 competitiewedstrijden.
In zijn vierde seizoen, op 26 september 2021, maakte Foket zijn eerste doelpunt voor Stade de Reims in de met 3-1 gewonnen wedstrijd tegen Nantes.
Op 13 februari 2023 verlengde de rechterflank zijn contract bij Stade de Reims met twee jaar, tot einde juni 2025.

### RSC Anderlecht
Begin augustus 2024 keerde Foket terug naar België. Hij tekende een contract tot medio 2027 bij de Brusselse club RSC Anderlecht.

## Statistieken
| Seizoen                     | Club            | Land            | Competitie      | Competitie | Competitie | Beker | Beker | Supercup | Supercup | Internationaal | Internationaal | Totaal | Totaal |
| Seizoen                     | Club            | Land            | Competitie      | Wed.       | Dlp.       | Wed.  | Dlp.  | Wed.     | Dlp.     | Wed.           | Dlp.           | Wed.   | Dlp.   |
| --------------------------- | --------------- | --------------- | --------------- | ---------- | ---------- | ----- | ----- | -------- | -------- | -------------- | -------------- | ------ | ------ |
| 2011/12                     | Dilbeek Sport   | België          | Vierde klasse   | 30         | 0          | 0     | 0     | –        | –        | –              | –              | 30     | 0      |
| 2012/13                     | KAA Gent        | België          | Eerste klasse A | 6          | 0          | 0     | 0     | 0        | 0        | 1              | 0              | 7      | 0      |
| 2013/14                     | → KV Oostende   | België          | Eerste klasse A | 26         | 0          | 3     | 1     | –        | –        | –              | –              | 29     | 1      |
| 2014/15                     | KAA Gent        | België          | Eerste klasse A | 38         | 2          | 5     | 0     | 0        | 0        | 0              | 0              | 43     | 2      |
| 2015/16                     | KAA Gent        | België          | Eerste klasse A | 39         | 0          | 5     | 0     | 1        | 0        | 7              | 1              | 52     | 1      |
| 2016/17                     | KAA Gent        | België          | Eerste klasse A | 35         | 0          | 3     | 0     | –        | –        | 13             | 0              | 51     | 0      |
| 2017/18                     | KAA Gent        | België          | Eerste klasse A | 24         | 0          | 1     | 0     | –        | –        | 0              | 0              | 25     | 0      |
| 2018/19                     | KAA Gent        | België          | Eerste klasse A | 5          | 0          | 0     | 0     | –        | –        | 4              | 0              | 9      | 0      |
| 2018/19                     | Stade de Reims  | Frankrijk       | Ligue 1         | 32         | 0          | 2     | 0     | –        | –        | –              | –              | 34     | 0      |
| 2019/20                     | Stade de Reims  | Frankrijk       | Ligue 1         | 27         | 0          | 5     | 0     | –        | –        | –              | –              | 32     | 0      |
| 2020/21                     | Stade de Reims  | Frankrijk       | Ligue 1         | 37         | 0          | 1     | 0     | –        | –        | 2              | 0              | 40     | 0      |
| 2021/22                     | Stade de Reims  | Frankrijk       | Ligue 1         | 29         | 1          | 0     | 0     | –        | –        | –              | –              | 29     | 0      |
| Carrière totaal             | Carrière totaal | Carrière totaal | Carrière totaal | 328        | 3          | 25    | 1     | 1        | 0        | 27             | 1              | 381    | 5      |
| Bijgewerkt tot 14 juni 2022 |                 |                 |                 |            |            |       |       |          |          |                |                |        |        |

## Interlandcarrière
Foket speelde meermaals voor de Belgische nationale jeugdelftallen U18, U19 en U21. In november 2016 werd Foket voor het eerst geselecteerd voor de Rode Duivels. Hij debuteerde op 9 november 2016 als invaller in de 46e minuut voor Thomas Meunier tijdens een oefeninterland tegen Nederland (eindstand 1-1). Op 28 maart 2017 stond hij voor het eerst in de basis in een oefeninterland tegen Rusland (eindstand 3-3). Op 9 november 2020 werd hij voor het eerst sinds drie jaar terug opgeroepen door Martínez als vervangen voor de geblesseerde Alexis Saelemaekers. Hij maakte zijn eerste en voorlopig enige doelpunt voor de Rode Duivels in een kwalificatiewedstrijd van het WK 2022 tegen Estland op 2 september 2021.
| Interlands van Thomas Foket voor België | Interlands van Thomas Foket voor België | Interlands van Thomas Foket voor België | Interlands van Thomas Foket voor België | Interlands van Thomas Foket voor België | Interlands van Thomas Foket voor België |
| №                                       | Datum                                   | Wedstrijd                               | Uitslag                                 | Soort wedstrijd                         | Doelpunten                              |
| Als speler bij KAA Gent                 | Als speler bij KAA Gent                 | Als speler bij KAA Gent                 | Als speler bij KAA Gent                 | Als speler bij KAA Gent                 | Als speler bij KAA Gent                 |
| --------------------------------------- | --------------------------------------- | --------------------------------------- | --------------------------------------- | --------------------------------------- | --------------------------------------- |
| 1.                                      | 9 november 2016                         | Nederland – België                      | 1 – 1                                   | Vriendschappelijk                       | -                                       |
| 2.                                      | 28 maart 2017                           | Rusland – België                        | 3 – 3                                   | Vriendschappelijk                       | -                                       |
| Als speler bij Stade de Reims           |                                         |                                         |                                         |                                         |                                         |
| 3.                                      | 11 november 2020                        | België – Zwitserland                    | 2 – 1                                   | Vriendschappelijk                       | -                                       |
| 4.                                      | 18 november 2020                        | België – Denemarken                     | 4 – 2                                   | UEFA Nations League 2020/21             | -                                       |
| 5.                                      | 27 maart 2021                           | Tsjechië – België                       | 1 – 1                                   | Kwalificatie WK 2022                    | -                                       |
| 6.                                      | 2 september 2021                        | Estland − België                        | 2 – 5                                   | Kwalificatie WK 2022                    | 76'                                     |
| 7.                                      | 8 september 2021                        | Wit-Rusland − België                    | 0 – 1                                   | Kwalificatie WK 2022                    | -                                       |
| 8.                                      | 26 maart 2022                           | Ierland – België                        | 2 – 2                                   | Vriendschappelijk                       | -                                       |
| 9.                                      | 29 maart 2022                           | België – Burkina Faso                   | 3 – 0                                   | Vriendschappelijk                       | –                                       |
| 10.                                     | 14 juni 2022                            | Polen – België                          | 0 – 1                                   | UEFA Nations League 2022/23             | -                                       |
| Totaal                                  | Totaal                                  | Totaal                                  | Totaal                                  | Totaal                                  | 1                                       |
| Bijgewerkt tot 14 juni 2022             |                                         |                                         |                                         |                                         |                                         |